# Quentin Mahauden
Quentin Mahauden, né le 12 mars 2001, est un karatéka belge.

## Carrière
Quentin Mahauden est médaillé d'or en kumite dans la catégorie des moins de 68 kg aux Jeux olympiques de la jeunesse de 2018 à Buenos Aires
Il est médaillé de bronze dans la catégorie des moins de 75 kg aux championnats d'Europe 2023 à Guadalajara ainsi qu'aux Jeux européens de 2023 à Bielsko-Biała.